# Бартман, Михил
Михил Бартман (нидерл. Michiel Bartman, род. 19 мая 1967) — голландский спортсмен, гребец, призёр чемпионата мира по академической гребле 2001 года, а также Летних Олимпийских игр 1996, 2000 и 2004 годов.

## Биография
Михил Бартман родился 19 мая 1967 года в нидерландском городе Бадхеведорп, Северная Голландия. Тренировался в клубе «Nereus ASRV», Амстердам. Профессиональную карьеру гребца начал с 1983 года.
Первая золотая медаль в карьере Бартмана была выиграна на Летних Олимпийских играх 1996 года в Атланте. В составе голландской восьмёрки с рулевым, во время финального заплыва его команда финишировала первой. С результатом 5:42.74 голландские гребцы обогнали соперников из Германии (5:44.58 — 2-е место) и России (5:45.77 — 3-е место).
Серебро в активе Бартмана было завоёвано на Летних Олимпийских играх 2000 года в Сиднее. В заплыве четвёрок с рулевым голландские спортсмены финишировали вторыми (5:47.91). Первенство соревнования было уступлено соперникам из Италии (5:45.56).
Ещё одна олимпийская серебряная медаль в активе Бартмана была получена на Летних Олимпийских играх 2004 года в Афинах. Представляя сборную Нидерландов по академической гребле в составе восьмёрки с рулевым, его команда пришла второй в финале заплыва. С результатом 5:43.75 они выиграли серебряный комплект наград, уступив первенство соперникам из США (5:42.48).